# Parc Giovanni Palatucci
Le Parc Giovanni Palatucci (en italien Parco Tor Tre Teste) est un espace vert de la ville de Rome.

## Histoire
Ouvert en 2003 par le maire de Rome, Walter Veltroni, le parc tient son nom du commissaire de la sécurité publique Giovanni Palatucci, médaille d'or du mérite civil pour avoir sauvé la vie de 5 000 juifs pendant la Seconde Guerre mondiale.

## Monuments et lieux d'intérêt
À l'intérieur, on peut voir une section de l'Aqueduc Alessandrino, qui donne son nom au territoire et sert de toile de fond aux aires de jeu.
Le parc a un caractère éducatif, où les différents parcours sont dédiés à certaines espèces de botanique ou à certains habitats:  les peupliers, les ormes,  les platanes,  les palmiers, l'étang, "l'aqueduc, la forêt de pins, la campagne romaine, le centre d'éducation à l'environnement, etc.

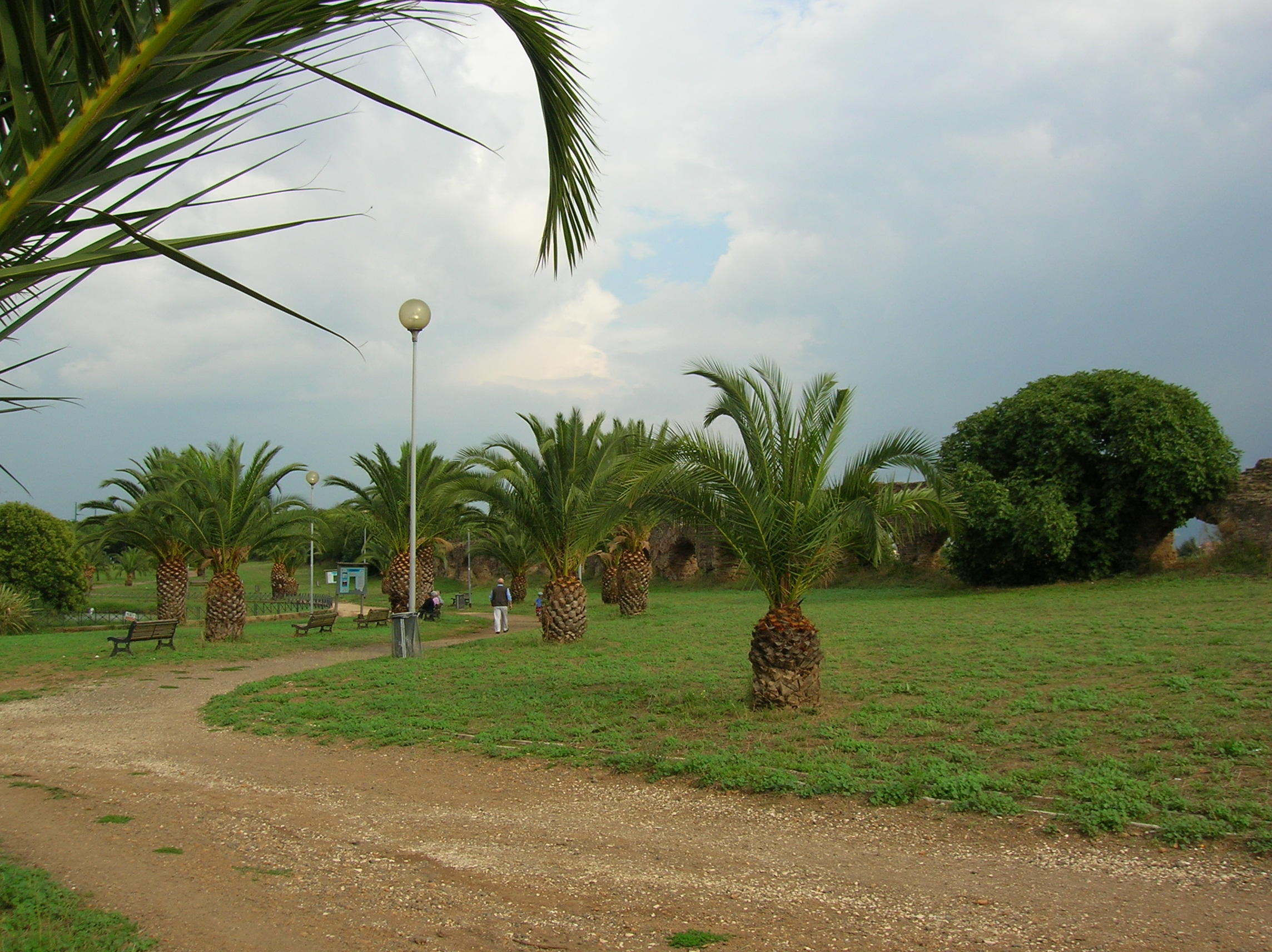
Les palmiers
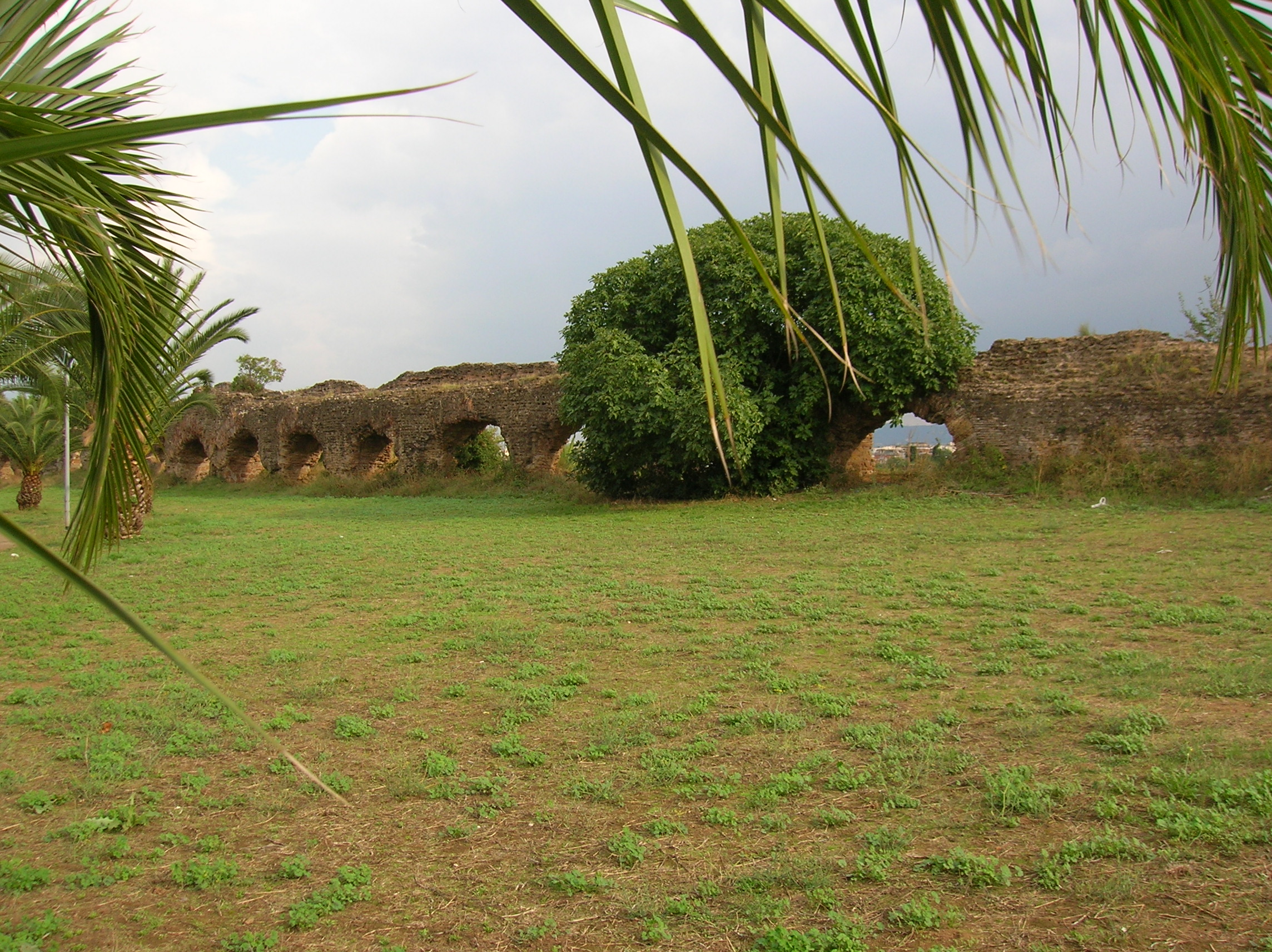
Aqueduc Alessandrino
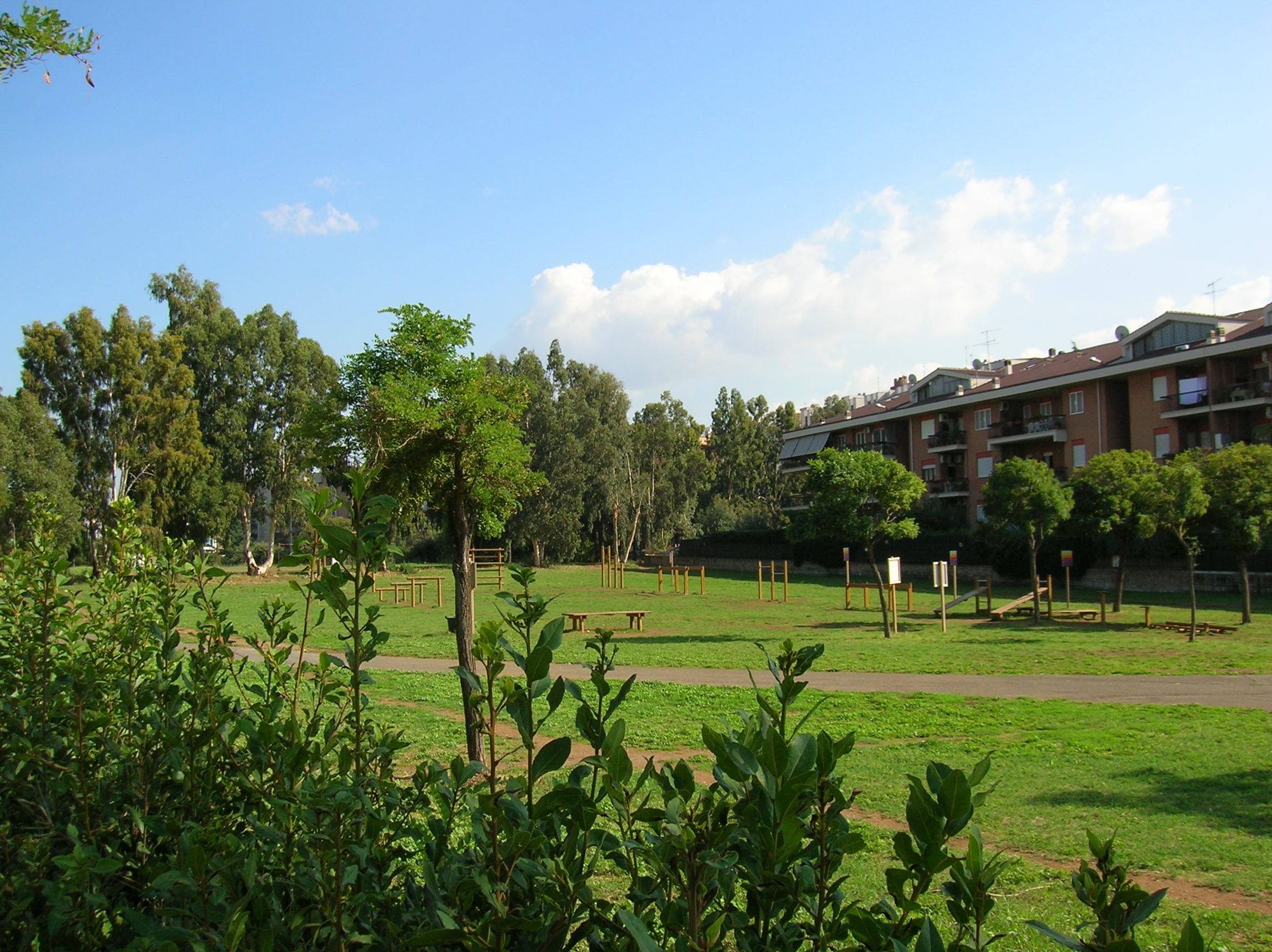
Le parc
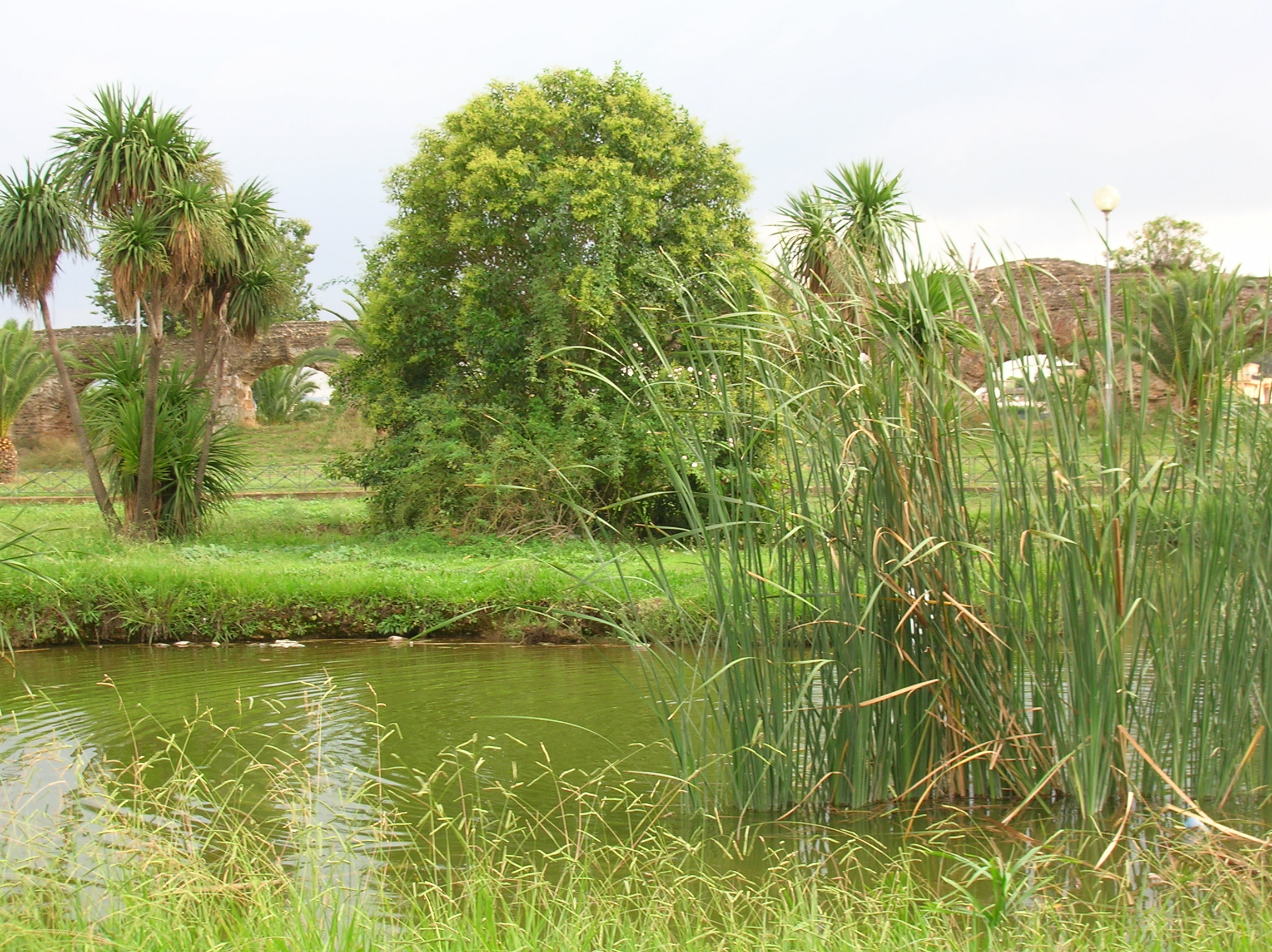
L'étang

## Curiosité
En 2004, un autre parc a été nommé  Giovanni Palatucci dans le secteur de La Giustiniana  à Rome.